# Bisdom Bragança do Pará
Het bisdom Bragança do Pará (Latijn: Dioecesis Brigantiensis de Para) is een rooms-katholiek bisdom met als zetel Bragança, in Brazilië. Het bisdom is suffragaan aan het aartsbisdom Belém do Pará.

## Geschiedenis
Het bisdom werd opgericht op 14 april 1928 als de territoriale prelatuur Gurupi, uit delen van het aartsbisdom Belém do Pará. Op 3 februari 1934 veranderde het van naam naar territoriale prelatuur Guamá. Op 16 oktober 1979 werd het verheven tot bisdom. Op 13 oktober 1981 werd het bisdom hernoemd naar bisdom Bragança do Pará. Op 29 december 2004 verloor het gebied bij de oprichting van het bisdom Castanhal. 

## Parochies
Het bisdom had in 2020 een oppervlakte van 69.084 km2 en telde 1.106.600 inwoners waarvan 70,7% rooms-katholiek was.

## Bisschoppen
- Eliseu Maria Coroli (10 augustus 1940 - 5 februari 1977)
- Miguel Maria Giambelli (21 april 1980 - 10 april 1996)
- Luigi Ferrando (10 april 1996 - 17 augustus 2016)
- Jesús María Cizaurre Berdonces (17 augustus 2016 - heden)
  - Raimundo Possidônio Carrera da Mata (coadjutor: 16 maart 2022 - heden)

Belém do Pará (aartsbisdom) · Abaetetuba · Bragança do Pará · Cametá · Castanhal · Macapá · Marabá · Marajó (territoriale prelatuur) · Ponta de Pedras · Santíssima Conceição do Araguaia